# The Devil's Brood
La Cría del Diablo es una novela publicada el 1 de junio del año 2000 por la editorial Penguin Publishing Group (empresa hermana de Berkley Books) y escrita por David Jacobs. La novela actúa como una continuación directa del libro The Return of the Wolfman, a partir de aquí David Jacobs fue el escritor establecido de la trilogía literaria conocida como "The Devil's Trilogy".

## Argumento
La novela inicia a la par de los acontecimientos finales de The Return of the Wolfman. En alguna parte de Europa del Este, la condesa Marya Zaleska es dirigente de un culto satánico conformado por brujos y ocultistas que en cada determinado tiempo se organizan para realizar un aquelarre. Durante el ritual, se observan visiones místicas a través de un orbe, en donde les muestra como Larry Talbot transformado en Hombre Lobo esta matando al Conde Drácula, así que Mayra y sus seguidores se embarcan a la Isla Morgana para reclamar lo que alguna vez fue de Drácula, donde los zombies al estar libres del hechizo del Conde se han revelado ante los caciques y los esclavistas de las plantaciones de caña. 
Mientras tanto, del cadáver empalado de Drácula aparece un grumosa "nube de odio" que se alimenta de la sangre verde del Monstruo de Frankenstein que fue atacado por los lobos, ahí la nube adopta una forma de una criatura amorfa y viscosa, a lo que el escritor se dirige a él como "Drakon". La masa viscosa se desliza por Isla Morgana, alimentándose de presas humanas y para recuperar algo de poder se esconde en su féretro. 
Steve Soto es un mafioso americano que quería realizar negocios con el Conde Drácula pero al llegar, fue testigo de la revuelta de los zombies de la isla. Ahí conoce a Basil Lodge, un hombre que conoce de todo tipo de riquezas antiguas y que esta obsesionado con el Monstruo de Frankenstein, Lodge contrata a Steve como vigilante para saquear las riquezas de las ruinas de la plantación. 
Al mismo tiempo, Marya se conecta astralmente con el profesor Wilford Glendon III, el nieto directo del Hombre Lobo de Londres para otorgarle la misión de buscar a la Novia del Monstruo en Visaria y usarla para fines desconocidos. Ahí se revela que Wilfred Glendon (el Hombre Lobo original) fue colega cercano del Doctor Petrorius y le ayudo a inventar Proyector de rayos Lunares que replicaba la luz de la luna de manera artificial del mismo modo en el que Petronius ayudó a Henry Frankenstein a crear la Novia del Monstruo.
Tiempo después, Wilford trae consigo a la Novia del Monstruo, y Mayra con la ayuda de la ciencia trata de resucitarla. En ese instante, Wilford descubre que durante su estadía en Visaria heredo la maldición del licántropo de su abuelo. 
Sin que nadie lo sepa, Basil y Steve con la ayuda de muchos de sus hombres de la mafia están saqueando las pertenencias de Drácula (que originalmente eran de Murder Legendre), ahí Basil resucita al Monstruo de Frankenstein con magia negra con el objetivo de usarlo como un poderoso sirviente, pero antes de que el ritual continúe, Soto es asesinado a tiros por uno de sus propios mafiosos que codiciaba el poder de Soto en la mafia ¡Pero Soto no ha muerto! Revelando que el hechizo de resucitación Lodge también lo afectó, dando vida no solo al Monstruo sino también a Soto. Sin embargo, al usar magia negra, el Monstruo es poseído por un poderoso demonio enfurecido que mata a todos en su paso.
Drácula emerge de la isla, más poderoso que nunca, adoptando la forma de un murciélago gigante que se alimenta de todos los mortales que habitan en ella, topándose con el poseído Monstruo de Frankenstein, desatando una pelea entre estos dos que termina con ambos monstruos enterrados en los escombros del castillo de Legendre. 
Marya tiene encadenando Glendon con el propósito de usarlo para otro ritual de magia negra. Ella invoca al fantasma de Glendon original y lo obliga para que proporcione el secreto del proyector de rayos lunares, ya que Marya necesita volver a despertar a la novia y tener también al monstruo de Frankenstein, con el propósito de "generar una nueva raza de poderosos superesclavos".

## Personajes
- Mayra Zaleska: La hija de Drácula y protagonista del libro. Ella es la líder de un culto satánico y al ver la aparente muerte del Conde Drácula se embarca hacia la Isla Morgana, revelando que necesita a la Novia del Monstruo de Frankenstein para resucitarla y juntarlo con el Monstruo de Frankenstein para que puedan generar una raza de super esclavos.
- Wilford Glendon III: Un prestigioso científico y filántropo, nieto del Hombre Lobo original, quien es contactado por Mayra con el motivo de traerle a la Novia del Monstruo desde Visaria. Lo que él no sabe es que ha heredado la licantropía de su abuelo.
- Basil Lodge: Un brujo ocultista que planea revivir al Monstruo de Frankenstein y usarlo como un poderoso esclavo.
- Steve Soto: Un gánster americano que planeaba hacer negocios con el Conde Drácula pero se ve envuelto en la masacre de los zombies de la isla. Ahí se vuelve amigo de Basil y se unen para buscar al Monstruo de Frankenstein.
- Conde Drácula: Después de ser asesinado por Larry Talbot/Hombre Lobo. El Conde ha resucitado en una amorfa creatura viscosa que se alimenta de carne humana.
- Dorian Lodg: La atractiva hija de Basil.

## Recepción
El nombre de la novela proviene de un título provisional para "House of Frankenstein" durante su etapa de preproducción en agosto de 1943, en donde originalmente habría roles para la momia Imhotep, el Hombre Invisible, the Mad Ghoul y un papel más importante para Drácula.
Al igual que el libro anterior (The Return of the Wolfman), es un producto limitado que estuvo disponible durante varios meses del año 2000, la diferencia es que se desconoce cuantas copias se hicieron del libro. La novela recibió críticas mixtas por parte de los lectores, muchas de ellas se enfocaban hacia la cantidad de personajes que intervienen pero al mismo tiempo no son importantes, como en el caso de Drácula y el Monstruo de Frankenstein, alegando que en realidad no tienen un papel importante, argumentando que Jeff Rovin (escritor inicial de la trilogía) era el único que mantenía la esencia original de las películas de los Monstruos Clásicos durante la trilogía. Algunos críticos odiaron el toque sensual y erótico que se le daba a algunas situaciones de los personajes, sumándole al gore excesivo y las nuevas caracterizaciones de los monstruos calificándolos como "personajes desagradables y calificando la novela como "Disfrutable pero sumamente descriptible" y algunos señalaron la portada del libro como "una publicidad engañosa" al añadir a la Momia y al Hombre Lobo cuando ni siquiera tienen un rol como personajes o una mención en la novela.
También hubo críticas favorables que señalaban que las nuevas caracterizaciones, el gore y la sensualidad, más el ingenio descriptivo de cada situación le daba un valor de re indicación que se acopla perfectamente a la modernidad sin dejar aún lado la narrativa tradicional de las películas de los años 30's y 40's.